# بیرجند
بیرجَند () مرکز استان خراسان جنوبی و مرکز شهرستان بیرجند در شرق ایران است. بر پایه آمار سرشماری ۱۳۹۵(خورشیدی)جمعیت شهر بیرجند ۲۰۳٬۶۳۶ نفر بوده است. بیرجند بزرگترین شهر منطقه شرق کشور است. این شهر بعنوان پاکیزه ترین شهر ایران انتخاب شده است. تاریخ آن حداقل به اواسط سلسله ساسانیان بازمی گردد، قلعه شهر گویای راستین آن است. گمان می‌رود بیرجند در پایان دوران شاهنشاهی ساسانیان، به دست زرتشتیان یزدی و کرمانی به عنوان منزلگاهی در کناره کویر و در راه رد شدن از کویر به سوی شمال خراسان بزرگ و ماوراءالنهر بنا شده است. باغ اکبریه یکی از بناهای تاریخی شهر در نشست سی و پنجم یونسکو در سال ۲۰۱۱ میلادی به عنوان میراث جهانی یونسکو به ثبت رسید.بیرجند با حساب حومه خود که چندین روستا و شهرک مانند دستگرد و چهکند یا بیدخت و شوکت آباد و... باشد می‌تواند یک کلانشهر برپایه بیشتر جمعیت محسوب گردد که حدوداً ۲۹۵.۹۶۰ نفر جمعیت را شامل می‌شود!
بیرجند نخستین شهر در ایران است که دارای سازمان آبرسانی بوده و بنگاه آبلوله بیرجند به عنوان نخستین سازمان آبرسانی ایران شناخته می‌شود. این شهر همچنین نخستین شهر در ایران است که در سال ۱۳۰۲ و پیش از تهران از لوله‌کشی آب شهری برخوردار گردید. مدرسه شوکتیه در این شهر، دومین مدرسهٔ آموزش به سبک نوین پس از دارالفنون تهران است. به علت موقعیت سیاسی و راهبردی بیرجند، سومین فرودگاه کشور در سال ۱۳۱۲ پس از فرودگاه‌های قلعه‌مرغی و بوشهر در این شهر ساخته شد و تا پیش از جنگ جهانی دوم، کنسولگری‌های انگلستان و روسیه در بیرجند مشغول به‌کار بوده‌اند.

## نام بیرجند
نام اصلی این شهر، بیرجند است که به صورت‌های برجند، برجن، برکن و بیرگند نیز در نوشته آمده است.
هیچ اتفاق نظری در رابطه با دلیل نام گذاری بیرجند میان صاحب نظران وجود ندارد و دیدگاهای گوناگونی ارائه شده است. برای مثال برخی بر این باورند که بنیان‌گذار این شهر بیژن یکی از پهلوانان اسطوره‌ای شاهنامه بوده که نام خود را بر این شهر نهاده و در طول زمان به بیرجند دگرگون شده.
نام بیرجند از دو واژه بیر و جند یا همان گند آمده است. بیر در زبان ساسانیان به معنای چاه و گند به معنای شهر است. مانند گندی‌شاپور. در اینکه شهر دارای سازماندهی ساسانی است هیچ شکی نیست. محلات دستگرت یا دستجرد و چاه کند یا چاه گند خود گویایی شهری منطبق به سیستم مالیات‌گیری ساسانی بر نواحی کشاورزی ایران باستان است. برای دوستانی که علاقه‌مند به آثار باستانی هستند در محدودی دستجرد باید دنبال تسلسل این نواحی محدودهٔ به اسم اژیروان یا آجیربان بگردند. واژه ارد-بیل یا هرد -بیر نیز به معنای زمین چاه دار است. بیل در زبان گالشی به معنای آب مانده است.
این احتمال نیز وجود دارد که در زمان فتح ایران توسط اعراب این مکان محل اردوگاه لشکریان بوده است و نام این مکان را از دو قسمت به نام بئر به معنی مقر و جند به معنی لشکریان گذاشتند که  به‌دلیل گذشت زمان، بیرجند بر سر زبان‌ها افتاده است.
همچنین رجبعلی لباف خانیکی، بیرجند را مرکب از دو جزء «بیر» و «جند» می‌داند. «بیر» در پارسی باستان به معانی رعد و برق، صاعقه و طوفان و «جند» که معرّب «کند» است به زبان سغدی به معنی مکان و شهر آمده است. در پایان با توجه به نام دیگر شهرهای خراسان بزرگ قدیم (همچون تاشکند و سمرقند و همچنین نام روستاهایی در همین استان همچون نوقند، نوکند و شواکند) این وجه تسمیه صحیح تر به نظر می‌رسد.
جدید ترین نظریه در باب نام بیرجند را محمدتقی راشد محصل عنوان کرده است . وی معتقد است که کلمه بیرجند با  verezan که در اوستا به کار رفته است و در زبان‌های ایرانی و هندی باستان معادل‌هایی دارد و گونه فارسی باستان آن vardan به معنای شهر و در سانسکریت varjana به معنی قصبه و شهر است ، و سرانجام تنها بازمانده آن در فارسی نو بَرزَن به معنی محله است ارتباط دارد . ایشان معتقد است واژه بیرجند که در گویش محلی Berjand تلفظ می‌شود با گونه ضبط شده کتابهای کهن برجند تناسب بیشتری دارد . 

## تاریخ و جغرافیای بیرجند
بیرجند از مناطق کهن و تاریخی ایران است که در جغرافیای دوره اسلامی همواره جزئی از کوره یا ناحیه قهستان تاریخی بوده است.

### پیش از اسلام
علاوه بر نام بیرجند که ساختار آن برگرفته از زبان پهلوی بوده و به دوران پیش از اسلام بازمی‌گردد، بنا به روایتی، بیرجند، احتمالاً در اواخر حکومت ساسانیان و توسط زرتشتیان یزدی و کرمانی به عنوان منزلگاهی در حاشیه کویر و در مسیر عبور از کویر به سمت شمال خراسان بزرگ و ماوراءالنهر بنا شده است.
اشعار حکیم نزاری، وجود محله‌ای به نام گبرآباد در بافت قدیمی شهر، کاوش‌های به عمل آمده از قلاع دختر در «بند دره» و «قلعه دره»، و نیز کتیبه به‌دست آمده از کال جنگال در روستای رچ از توابع خوسف، «تخته سنگ لاخ مزار» واقع در روستای کوچ، سنگ نگاره و کتیبه‌های پهلوی اشکانی در دره «استاد تنگل»، قلعه شبرنگ و تخته آتشگاه، گورستان گبرها و لون اژدها واقع در روستای خنگ، حکایت از قدمت چند هزار ساله بیرجند دارد.
همچنین علاوه بر وجود گورستان‌های زرتشتی‌ها در اغلب روستاها و نیز وجود آتشکده‌های سفلی و علیا. که دال بر قدمت تاریخی این منطقه است، نام برخی از روستاهای اطراف شهر بیرجند دارای ریشه پهلوی و اساطیری هستند، مانند: پخت، گیو، سهراب، ماژان، سلم آباد، درخش، خُنگ، خراشاد، رودک، دستجرد، چاج، چهکند، جمشیدآباد و…

### پس از اسلام
احتمالاً یاقوت حموی اولین جغرافی‌دانی است که از «بیرجند» به عنوان یکی از شهرهای منطقه قهستان یاد کرده است. حمدالله مستوفی «بیرجند» را از شانزده ولایت قهستان و مرکز ولایتی با توابعی چند دانسته که در آن مقدار فراوانی زعفران، انگور، میوه و اندکی غله به دست می‌آمده است.
زین العابدین شیروانی، بیرجند را قصبه‌ای شهر مانند از توابع خراسان و دارالملک قهستان معرفی کرده و افزوده است که قریب به چهار هزار خانه دارد. آب بیرجند از کاریز تأمین می‌شود. محمدحسن اعتمادالسلطنه نیز آن را از قرای قهستان دانسته است. برخی بیرجند را به علت کوچکی آن «برکند» ثبت کرده‌اند بر به معنای «نصف» و کند به معنای «شهر» در مجموع به مفهوم قصبه.

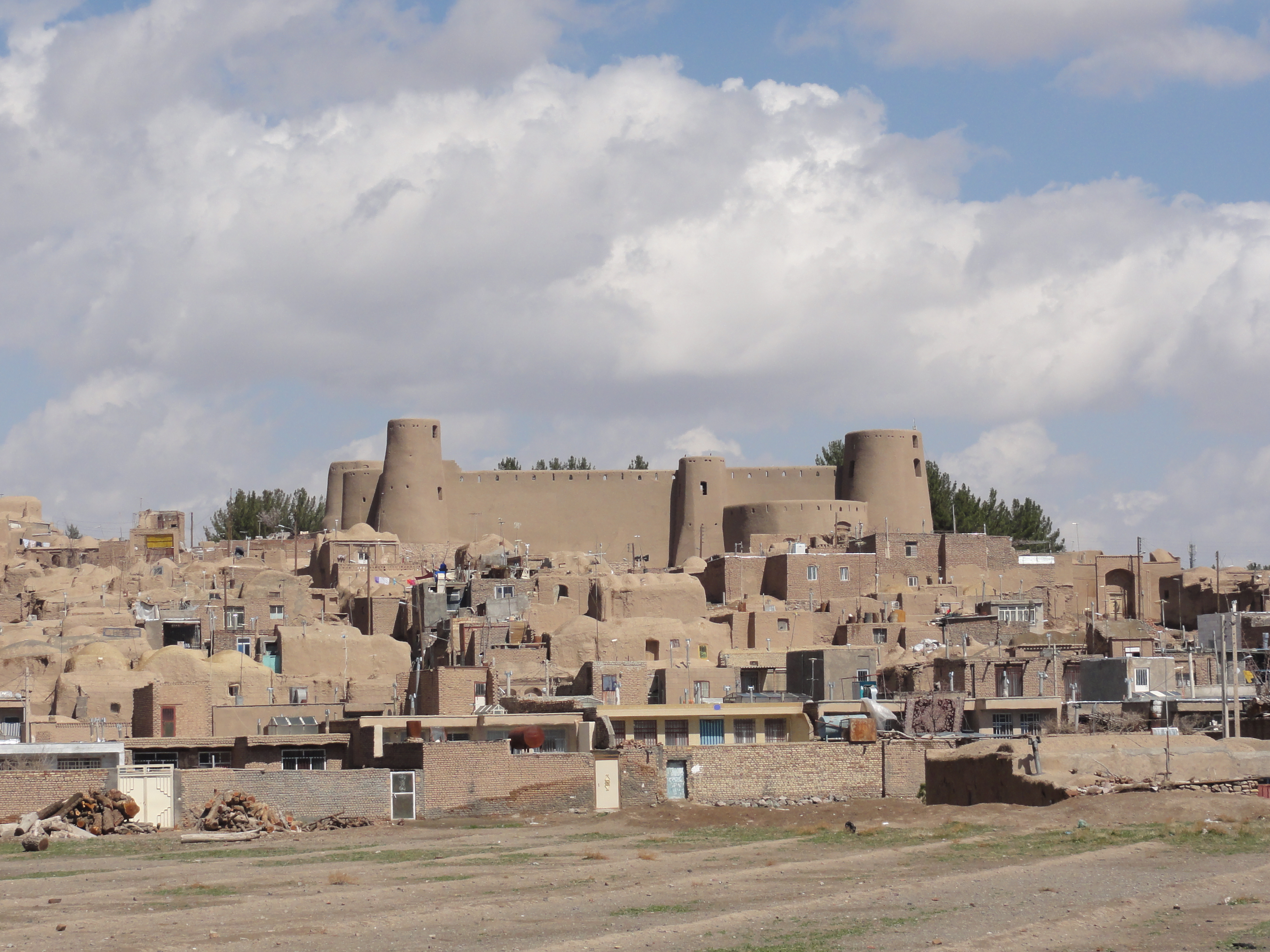
قلعه تاریخی بیرجند

بیرجند در قدیم چند بار به علت زلزله ویران شده است. در فرهنگ عامه بیرجند، داستان‌های بسیاری دربارهٔ ویرانی بیرجند در یک زلزله عظیم و سکونت دسته‌ای از کولیهای چادرنشین در آن، نقل شده است. این شهر از عهد صفویه که خانواده امیریه در آنجا امارت یافتند رو به اعتبار گذاشته است.

### افشاریه
در اواخر دوره افشاریه و پس از قتل نادر شاه با استقرار خاندان خزیمه عرب، بیرجند مرکز قهستان شد. با زوال دولت صفوی و رسوخ کشورهای اروپای غربی به هند و آسیای شرقی از راه‌های دریایی و زمینی، بیرجند که در مسیر عمده‌ترین راه زمینی این ارتباط قرار داشت محل عبور اغلب سیاحان، جهانگردان یا مأمورانی شد که در نوشته‌های خود اطلاعات فراوانی دربارهٔ شهر و منطقه به جا گذاشته‌اند.

### قاجاریه

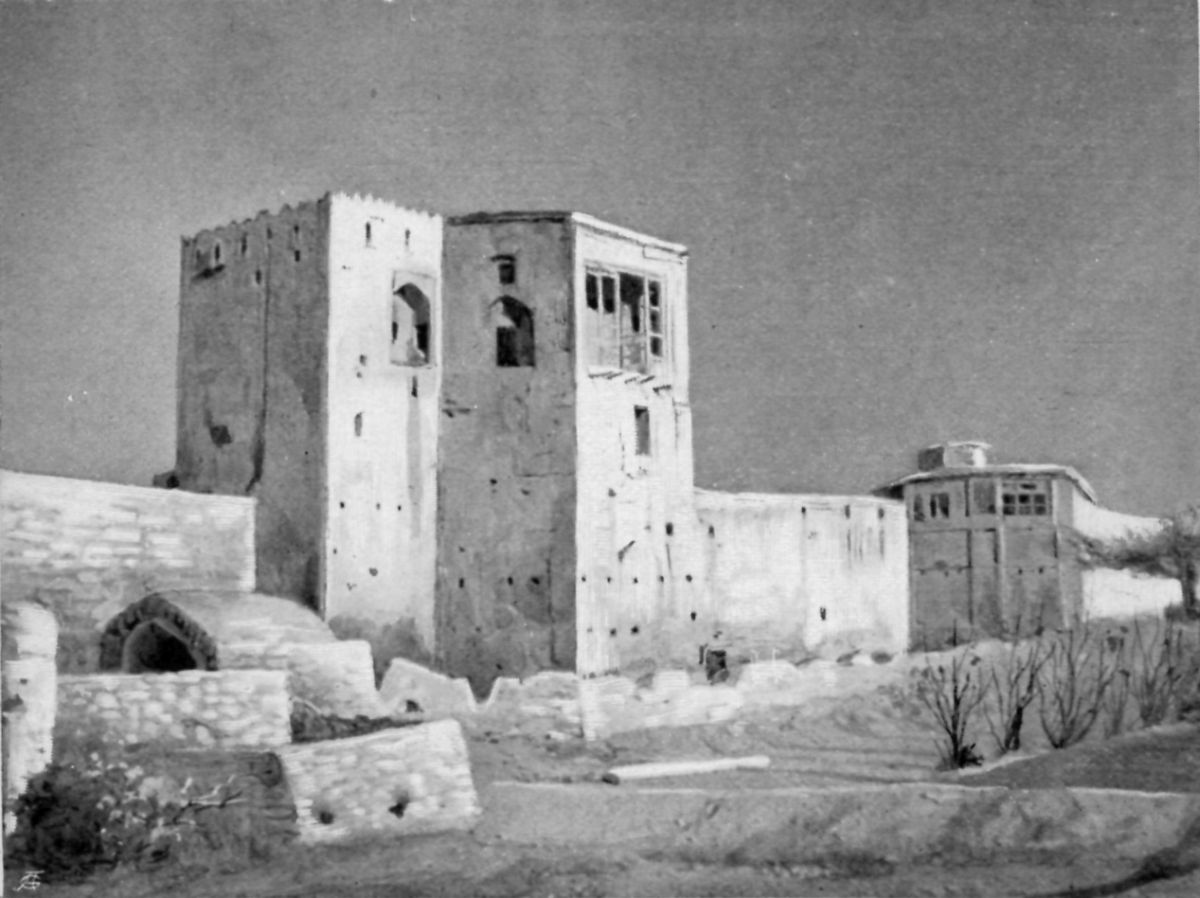
تصویر ارگ بیرجند برگرفته از کتاب ایران در آستانه مشروطیت

در سال ۱۲۵۴ خورشیدی، مک‌گرگور دربارهٔ شهر بیرجند مطالبی نوشته و شمار خانه‌های شهر را سه هزار باب ذکر کرده است. در سال ۱۲۷۳ خورشیدی، ادوارد ییت گزارشی دربارهٔ تجارت بیرجند از طریق بندرعباس و نیز جمعیت ۲۵٬۰۰۰ نفری آن داده است.
سرپرسی سایکس در سفر خود به منطقه، از کوه‌های معین آباد (ظاهراً همان میناباد)، امیران ناحیه قائنات، محصولات زراعی به ویژه زعفران و زرشک و ابریشم، قالی بافی ساکنان منطقه و مذهب آن‌ها و نیز شهر بیرجند - که آن را متفاوت با سایر شهرهای ایران دانسته - مطالبی آورده است.
لمتون نیز در سال‌های قبل از ۱۳۲۹ خورشیدی به وضع مالکیت اراضی و قناتهای قائنات و نیز نظام‌های آبیاری در آبادی‌های پیرامون بیرجند اشاره کرده است.
در دوره قاجاریه به سبب کمبود آب، شهر بیرجند به کندی توسعه می‌یافت ولی همچنان مرکز ناحیه بود.

#### کنسولگری‌ها
در آغاز سدهٔ نوزدهم و پس از جنگ ایران در هرات، و نقش پشتیبانی که بیرجند در این جنگ داشت، انگلستان جهت حفظ منافع و مستعمرات خود در شبه قاره هند و توسعه نفوذ خود در افغانستان، در سال ۱۸۹۴ میلادی (۱۲۷۳ خورشیدی)، اقدام به تأسیس کنسولگری در بیرجند نمود. به تبع ایجاد این کنسولگری، دولت روسیه تزاری نیز کنسولگری خود را در بیرجند تأسیس نمود.
به تدریج با شروع جنگ جهانی اول و دوم و نیز وقوع انقلاب روسیه، رقابت سیاسی بین انگلستان و روسیه در ایران کاهش یافته و در نتیجه کنسولگری‌های دو کشور تعطیل گشتند.

#### مدرسه شوکتیه

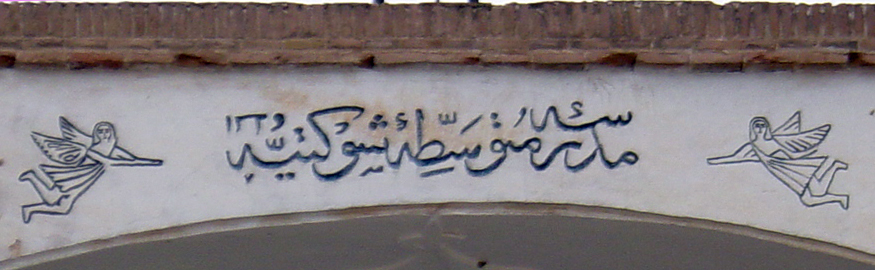
کتیبه بالای صحن مدرسه شوکتیه

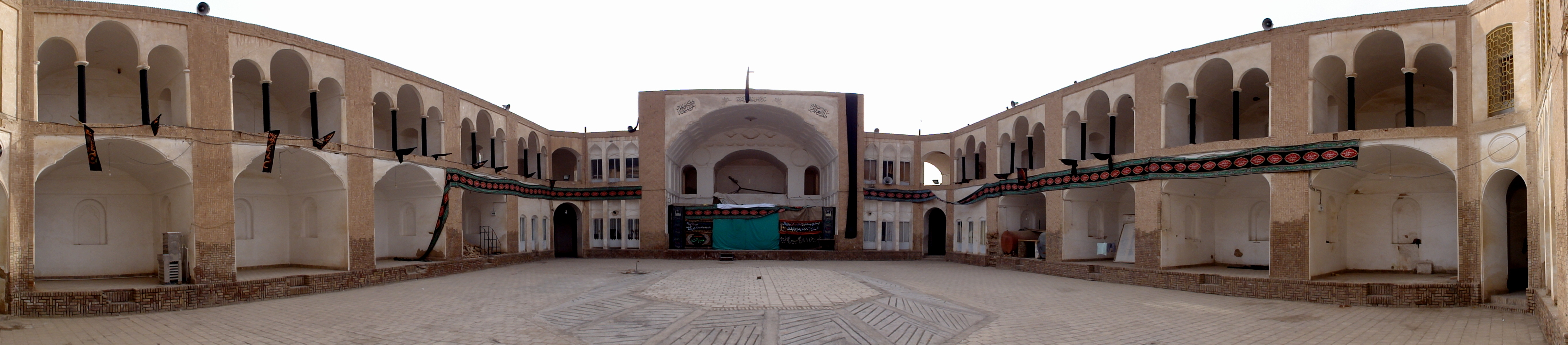
مدرسه شوکتیه

این مدرسه توسط محمدابراهیم خان علم، در سال ۱۲۸۴ شمسی در محل خیابان خاکی قدیم ایجاد شده و فعالیت خود را با حضور ۷ معلم اتریشی و تعدادی مترجم ایرانی و آموزش ۴۰ دانش آموز آغاز نمود. لازم است ذکر شود این مدرسه پس از دارالفنون تهران و رشدیه تبریز، سومین مدرسه آموزش به سبک جدید در ایران است.

#### بانک شاهنشاهی
در زمان حکومت قاجاریه و متعاقب اقدام انگلستان در تأسیس بانک شاهنشاهی در ایران، در سال ۱۹۱۳ میلادی (۱۲۹۲ شمسی)، شعبه این بانک در بیرجند به ریاست یک انگلیسی به نام اف. هیل تأسیس شده و فعالیت خود را آغاز نمود.

### پهلوی

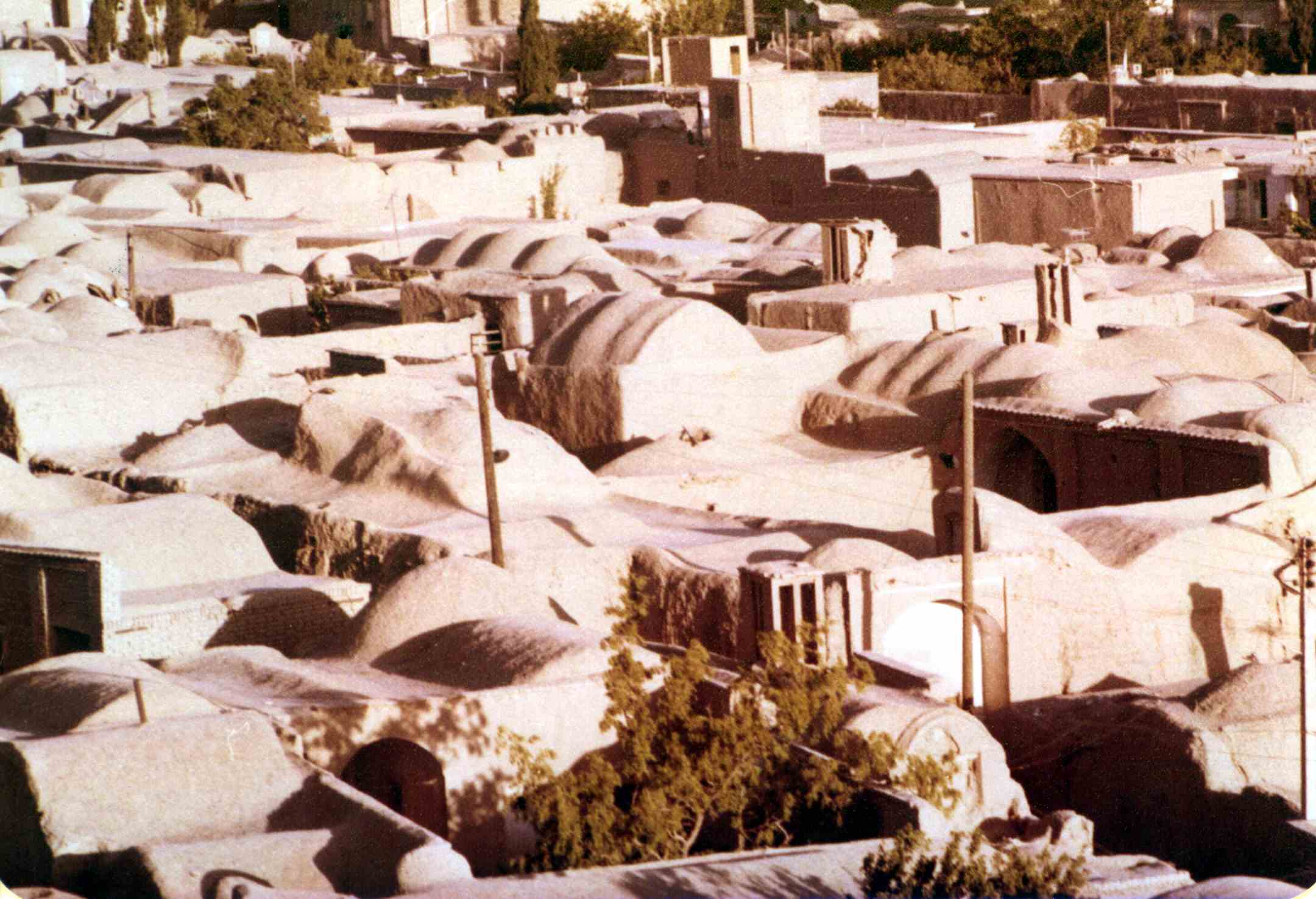
شمال شهر بیرجند در دهه ۱۳۵۰

در سال‌های نخستین دوران پهلوی، شهر به مرکز عمده نظامی تبدیل شد. لوله‌کشی آب در ۱۳۰۲ خورشیدی - که اولین لوله‌کشی شهری در ایران به حساب می‌آمد - و تغییر مسیر رود بیرجند دو عامل مهم در تحول شهر بود. در ۱۳۱۰ خورشیدی به نوشته روزنامه کیهان به سبب فراوانی آب قنات در شهر، بر جمعیت آن هنگام کم‌آبی افزوده می‌شد.
به علت اهمیت راهبردی شهر بیرجند در شرق ایران، در سال ۱۳۱۲ خورشیدی، فرودگاه شهر بیرجند - سومین فرودگاه کشور پس از قلعه مرغی و بوشهر - مورد بهره‌برداری قرار گرفت.
در سال‌های پس از ۱۳۲۰ شمسی، توسعه شهر سرعت یافت و در جنگ جهانی دوم متفقین، شاهراه مشهد - زاهدان را ساختند که به صورت یکی از شاهرگ‌های ارتباطی متفقین - که با راه‌آهن ایران رقابت می‌کرد - درآمد.

#### بنگاه خیریه آبلوله
در سال ۱۳۰۳ تعداد ۳۰ نفر از خیرین و معتمدین و بزرگان بیرجند با تشکیل جلسه موضوع تأمین آب شرب شهر را مورد بررسی قرار داده و در نهایت تصمیم به خریداری قنات علی‌آباد و انتقال آب از طریق لوله‌کشی به شهر می‌شود.

#### هنگ ژاندارمری
در سال ۱۳۰۷، هنگ ژاندارمری بیرجند تأسیس شد. این هنگ دارای ۹ گروهان، گناباد، فردوس، طبس، شاهرخت، گزیک، بندان، حسین‌آباد رزاق زاده و گروهان مرکزی بیرجند بود. وظیفه مرزبانی نیز به عهده این هنگ بوده است. این هنگ تا زمان ادغام در نیروی انتظامی، مشغول فعالیت بود.

#### تیپ ارتش

پادگان ۰۴ ارتش در بیرجند

در سال‌های نخستین دوره پهلوی و متعاقب تأسیس ارتش نوین در ایران، تیپ ارتش در بیرجند مستقر شده و اقدام به تأسیس پادگان در شهر بیرجند نمود. این پادگان که امروزه به نام مرکز آموزشی ۰۴ بیرجند نامیده می‌شود، از بدو تأسیس تا کنون، آموزش سربازان وظیفه را برعهده دارد.
این پادگان هم‌اکنون به خارج از شهر منتقل شده است و در کیلومتر ۵ جاده بیرجند به خوسف در زمینی به مساحت تقریباً دو برابر و با امکانات بیشتری ساخته شده است.

#### شهرداری
در سال ۱۳۱۰، شهرداری بیرجند تحت عنوان بلدیه بیرجند در کنار آرامگاه حکیم نزاری افتتاح و با ۱۲ کارمند، فعالیت خود را آغاز نمود. اولین شهردار بیرجند، آقای افشار بود که به مدت ۶ سال سمت ریاست شهرداری را بر عهده داشت.
امروزه شهرداری بیرجند در کنار میدان ابوذر که یکی از میدان‌ها ی اصلی و پر تزئینات شهر می‌باشد در مجاورت خیابان شهدا قرار دارد. در جنب شهرداری کنونی، یک پارک نسبتاً بزرگ با اِلِمان‌های فرهنگ ایرانی کلنگ ساخت خورده و تاکنون (فروردین ۱۴۰۳) بخش اعظم آن ساخته و به بهره‌برداری رسیده است. همچنین قرار بر این است که میدان ابوذر گسترش زیادی یابد، به این منظور شهرداری برخی از اماکن مسکونی اطراف را از صاحبان با قیمت اندکی بالاتر از حد کارشناسی خریده اما برخی از صاحب‌خانه‌ها به تدبیر شهرداری رضایت نمی‌دهند.

#### گمرک
در سال ۱۳۱۷، به منظور سهولت در حمل و نقل و صادرات و واردات کالا به شبه قاره هند و افغانستان، اداره گمرک بیرجند تأسیس و با دو واحد گمرکی درح و گزیک فعالیت خود را آغاز نمود.

#### بیمارستان علم
در سال ۱۳۲۷ در یکی از اراضی و موقوفات متعلق به خاندان علم، معروف به باغ اناری، بیمارستان علم تأسیس گردید. این بیمارستان علاوه بر پذیرش بیماران شهرستان بیرجند، نسبت به پذیرش سایر بیماران شهرستان‌های جنوبی استان خراسان اقدام می‌نمود.

#### دانشگاه
در سال ۱۳۵۴ شمسی، با پیگیری دکتر محمدحسن گنجی، در مجموعه موقوفات علم، مؤسسه آموزش عالی بیرجند تأسیس و در سال ۱۳۵۶ شمسی با پذیرش ۱۲۰ دانشجو در رشته‌های ریاضی، فیزیک و شیمی، کار خود را آغاز کرد و اکنون به نام رسمی دانشگاه بیرجند شناخته می‌شود.

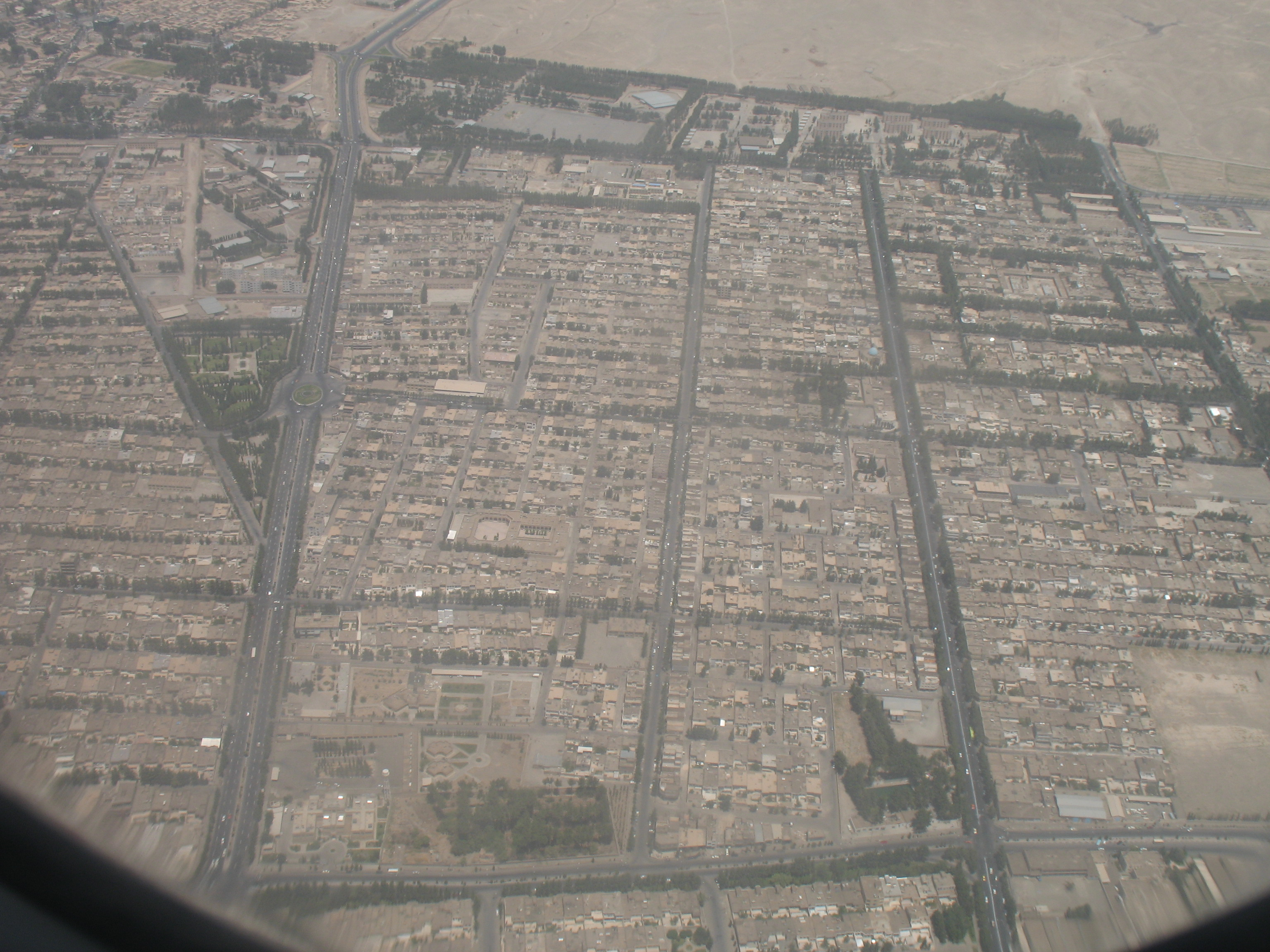
تصویر هوایی از شرق شهر بیرجند. از چپ به راست: خیابان پاسداران، عدل، معلم و غفاری

### جمهوری اسلامی
پس از استقرار نظام جمهوری اسلامی توجه بیشتری به بخش‌های اداری، آموزشی، صنعتی و کشاورزی مناطق محروم گردید. ایجاد شهرک صنعتی در غرب بیرجند، تأسیس دانشگاه‌های علوم پزشکی، آزاد، پیام نور، صنعتی و.. ، ارتقا سازمان‌های اداری مانند اداره راه و ترابری بیرجند به اداره کل و تحت پوشش قرار دادن کلیه راه‌های شرق کشور، مهاجرت افغانها به سبب اشغال افغانستان توسط شوروی و مهاجرت روستاییان، سبب توسعه روزافزون بیرجند گردید، به‌طوری‌که پنجمین شهر استان خراسان گردید.
بخش شمالی شهر، بافتی نیمه قدیمی دارد و اکنون با توسعه شهر تا کمربندی شمالی شهر آپارتمان‌های نوساز و مدرن هم به اضافه شده است.
بخش مرکزی بافت قدیمی دارد و تقریباً تمام بیرجند قبل از سده چهاردهم را در بر می‌گیرد و اماکن تاریخی شهر مانند قلعه، حسینیه‌ها، مساجد تاریخی و آب انبارها در آنجا واقع‌اند. بخش جنوبی نیز بیش از نیمی از مساحت شهر را شامل می‌شود و قسمت جدید شهر است.
براساس گزارشی در سال ۱۴۰۰ نرخ باسوادی در خراسان جنوبی از میانگین کشوری بالاتر (۹۸ درصد) است

#### تأسیس استان خراسان جنوبی
در تابستان سال ۱۳۸۳ این شهر، پس از تقسیم استان خراسان به سه استان، مرکز استان تازه تأسیس خراسان جنوبی گردید.

## گویش بیرجندی
گویش بیرجندی از گویش‌های فارسی نو است که نسبت به فارسی معیار (زبان رسمی و فارسی رایج در ایران) کمتر دچار تغییر شده است و از اینرو بسیاری از ویژگی‌های کهن زبان فارسی را نگه داشته است. دکتر محمود رفیعی در مقدمه واژه‌نامه گویش بیرجند می‌نویسد که چون بیرجند در نزدیکی کویر و در منطقه‌ای کوهستانی واقع شده است، در گذر تاریخ کمتر مورد تاخت و تاز و هجوم قرار گرفته و در نتیجه گویش آن نیز دست نخورده باقی مانده است.

## زیرساخت ها

### مراکز بهداشتی و درمانی
شهر بیرجند دارای ۵ بیمارستان است که عبارتند از:
- بیمارستان حضرت رضا بیرجند
- بیمارستان ولیعصر بیرجند
- بیمارستان فوق تخصصی رازی بیرجند
- بیمارستان بوعلی ارتش
- مرکز جامع درمان بیماری‌های خاص

### فرودگاه
در سال ۱۳۱۲ به جهت موقعیت سیاسی و نظامی شهر بیرجند و شرق کشور، فرودگاه بیرجند در زمینی به مساحت ۱۵۰ هکتار در شمال شهر ایجاد گردید.

### سینما
اولین سینمای بیرجند در اواخر دوران قاجاریه و در سال ۱۲۹۲ شمسی، با پخش فیلم‌های صامت، فعالیت خود را آغاز نمود("سینما فردوسی اکنون"). این سینما که توسط محمدرضا صمصام الدوله، حاکم وقت زابل ساخته شده بود، از برق کارخانه‌ای بنام «مارشال» استفاده می‌نمود.
اکنون نیز بیرجند دو سینما به نام‌های سینما فردوسی و سینما بهمن دارد.
- سینما فردوسی بیرجند
- سینما بهمن بیرجند

### راه آهن بیرجند_مشهد_زاهدان
این خط آهن در سال ۱۴۰۲ کلنگ زنی شد و هم اکنون  درحال ساخت می‌باشد.

### آموزش و مراکز آموزشی
مراکز علمی و فرهنگی جدید از مدارس علمیه نشأت گرفته‌اند و در این میان اهمیت مدرسه معصومیه که سابقهٔ بیش از هزار سال دارد و محل تحصیل اغلب مشاهیر بیرجند بوده قابل ذکر است. هم‌اکنون در شهرستان بیرجند پنج مدرسه علمیه با ظرفیت ۲۰۰ نفر طلبه و بیش از ۷۰۰ مرکز آموزشی وابسته به آموزش و پرورش به فعالیت مشغولند.
مدارس جدید در شهرستان بیرجند زودتر از سایر نقاط کشور تأسیس شد. مدرسه شوکتیه در سال ۱۲۸۴ خورشیدی پس از تأسیس دارالفنون تهران و رشدیه تبریز، به همت امیر شوکت‌الملک علم، حکمران وقت در بیرجند تأسیس شد و به دنبال آن، دبیرستان شوکتیه و مدارس خضری دشت بیاض، نهبندان، سربیشه، خوسف و دبستان دخترانه شوکتی افتتاح گردید.
آموزش و پرورش بیرجند هم اینک با بیش از صد و چهارده سال عمر با بیش از یکصد هزار نفر دانش آموز را تحت تعلیم و تربیت دارد. وجود ۴ اداره مستقل آموزش و پرورش در شهرستان بیرجند با بیش از ۷۰۰۰ نفر پرسنل، مرکز آموزش عالی فرهنگیان، مراکز تعلیم و تربیت، پژوهشکده معلم و… آموزش و پرورش این شهرستان را به قطب آموزش و پرورش استان خراسان (پس از مشهد) تبدیل کرده بود.

### آموزش عالی
بیرجند
در ۱۳۵۴ شمسی، در مجموعه موقوفات علم، مؤسسه آموزش عالی بیرجند تأسیس شد و در ۱۳۵۶ شمسی با پذیرش ۱۲۰ دانشجو در رشته‌های ریاضی، فیزیک و شیمی، کار خود را آغاز کرد و اکنون به نام رسمی دانشگاه بیرجند شناخته می‌شود. درحال حاضر ۱۵ هزار دانشجو در ۱۲ دانشگاه و مرکز آموزش عالی مشغول تحصیل می‌باشند که بالاترین تورم دانشجویی در سطح کشور را به خود اختصاص داده است. بدین معنی که به ازای هر ۹ نفر شهروند بیرجندی یک نفر دانشجو وجود دارد.  ازجمله مراکز آموزش عالی در بیرجند می‌توان از:
- دانشگاه بیرجند
- دانشگاه علوم پزشکی بیرجند
- دانشگاه پیام نور مرکز بیرجند

دانشکده مهندسی دانشگاه بیرجند

- دانشگاه فرهنگیان پردیس شهید باهنر (برادران)
- دانشگاه فرهنگیان پردیس امام سجاد (ع) (خواهران)
- دانشگاه صنعتی بیرجند
- دانشگاه آزاد اسلامی واحد بیرجند

نام برد.

## مشاهیر بیرجند
فهرست مشاهیر و نام آوران شهر بیرجند در بخش اهالی بیرجند قابل مشاهده است.

## جمعیت
بر پایه سرشماری تخمینی سالانه مرکز آمار ایران در سرشماری تخمینی هوشمند سال ۱۴۰۲ جمعیت این شهر ۵۹۱'۲۳۹ نفر (در بیش از ۶۰ هزار خانوار) بوده است.
طبق جدول جمعیتی، سکنه بیرجند در اولین سرشماری همگانی از این شهر در سال ۱۳۴۵ هجری خورشیدی ۲۵۸۵۴ نفر بوده‌اند در ذیل میزان افزایش جمعیت هر ۱۰ یا ۵ سال یکبار مشاهده می‌شود:::
- ۱۳۴۵ (خورشیدی)-۲۵/۸۵۴
- ۱۳۵۵ (خورشیدی)-۲۱/۰۸۹+
- ۱۳۶۵ (خورشیدی)-۳۴/۸۵۵+(اوج افزایش اول)
- ۱۳۷۰ (خورشیدی)-۱۹/۳۷۹+
- ۱۳۷۵ (خورشیدی)-۲۶/۴۳۱+
- ۱۳۸۵ (خورشیدی)-۳۰/۲۴۰+
- ۱۳۹۰ (خورشیدی)-۲۰/۱۷۲+
- ۱۳۹۵ (خورشیدی)-۲۵/۶۱۶+
- ۱۴۰۲ (خورشیدی)-۳۵/۸۵۵+(اوج افزایش دوم)
- در مجموع از سال ۱۳۴۵ الی ۱۴۰۲ هجری شمسی تعداد ۲۱۳/۷۹۷ نفر بر جمعیت این شهر افزوده شده است. تاکنون این شهر مورد حمله نظامی و اشغال و استعمار مستقیم قرار نگرفته است.

اکثریت مردم بیرجند فارسی‌زبان‌اند. در دوره جدید عرب‌تباران خراسان که اصالت آنها به حاشیه کویری استان خراسان جنوبی برمی‌گردد و از طایفه‌های روستاهای «خسروی»، «عرب‌خانه»، «نهبندان»، «درودی»، «لیسکی»، «دره‌کوران»، «ترساب»، «توتسک»، «خونیک»، «خسروآباد»، «کلاکی نو» هستند به بیرجند مهاجرت کرده و در شهرک کاروان منطقه ۱۵ شهر ساکن شدند. به این خاطر تقاطعی در امتداد خیابان سجاد در شهرک کاروان منطقه ۱۵ از سوی اهالی به نام «چهارراه عرب‌ها» شناخته می‌شود. همچنین خاندان اَمیاری‌ها نیز  ازجمله خیرین و محلی‌های سرشناس این شهر هستند. در شهرستان درمیان نیز خاندانی از اَمیاری‌ها وجود دارند امّا تفاوت در این است که آنها اهل سنت حنفی هستند و سمت بیرجند، از شیعیان اثنی‌عشری.

## جاذبه‌های گردشگری

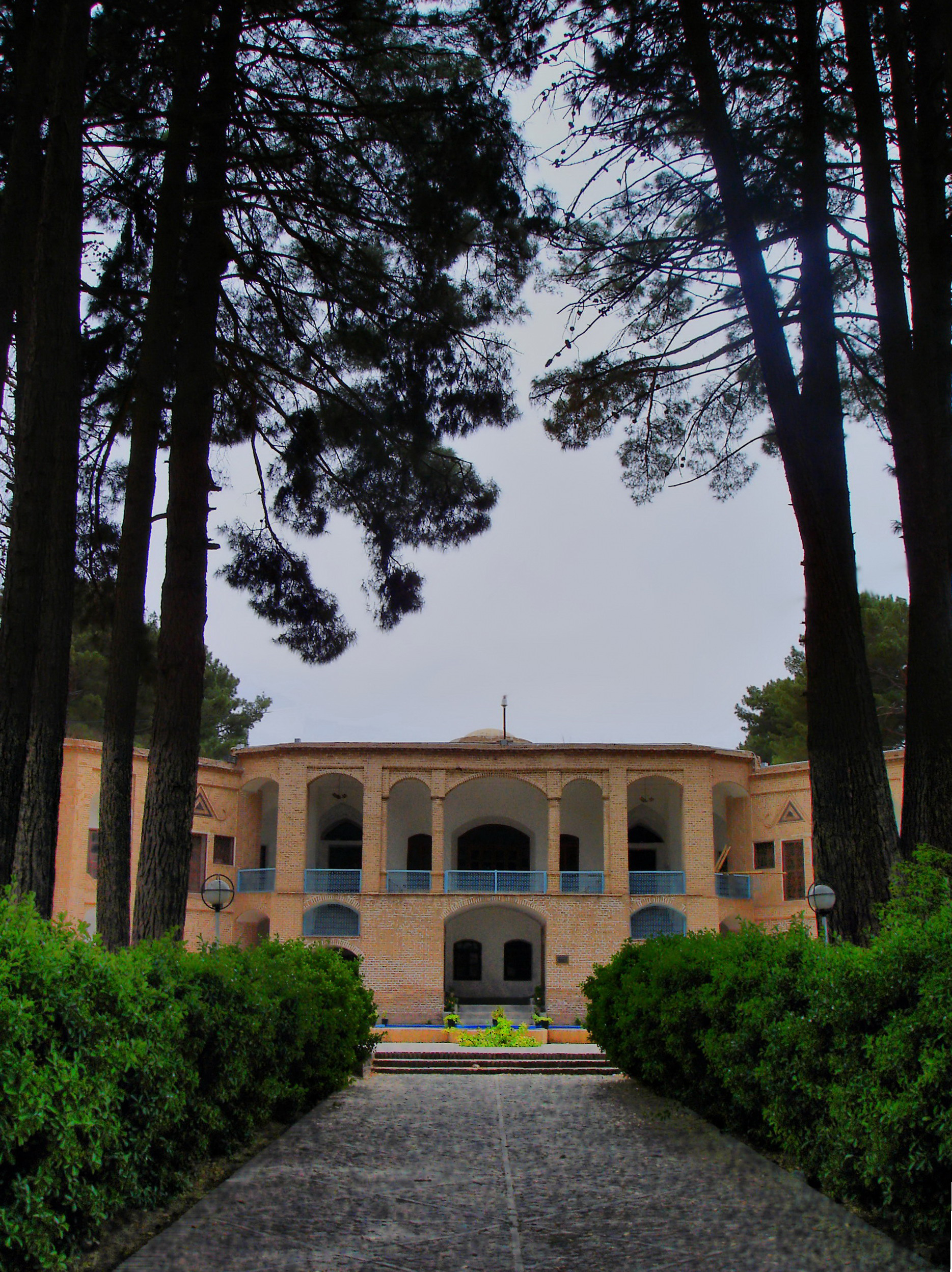
باغ اکبریه میراث جهانی یونسکو

علاوه بر جاذبه‌های گردشگری موجود در سطح شهرستان بیرجند، آثار تاریخی و مکان‌های تفریحی نیز در داخل در محدوده شهری بیرجند وجود دارد.
به عنوان مثال می‌توان به جاذبه‌های گردشگری تاریخی داخل شهر مانند باغ اکبریه، باغ رحیم آباد، ارگ کلاه فرنگی، قلعه بیرجند، مدرسه شوکتیه و … اشاره کرد.
همچنین بند دره، بند امیر شاه، آبشار چهارده، باغ شوکت‌آباد و …  ازجمله مناطق گردگشری طبیعی در نزدیکی شهر بیرجند است.

### تاریخی
- قلعه بابوک روستای ابراهیم‌آباد
- موزه میراث پهلوانی غلامحسین قمری
- قلعه بصیران
- آب انبارها
- آرامگاه حکیم نزاری
- ارگ کلاه فرنگی
- عمارت اکبریه (میراث جهانی یونسکو)
- قلعه بیرجند

- کنسولگری انگلیس (باغ منظریه)

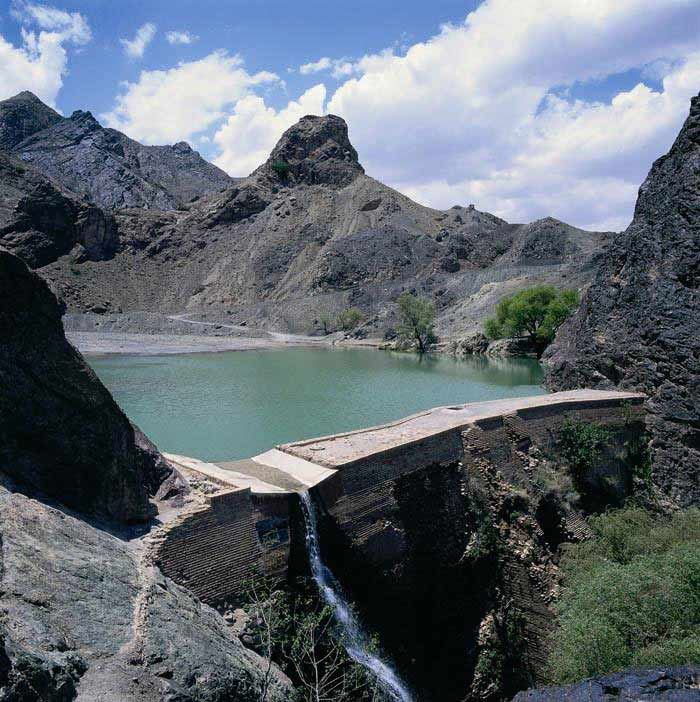
بند دره یکی از جاذبه‌های گردشگری بیرجند

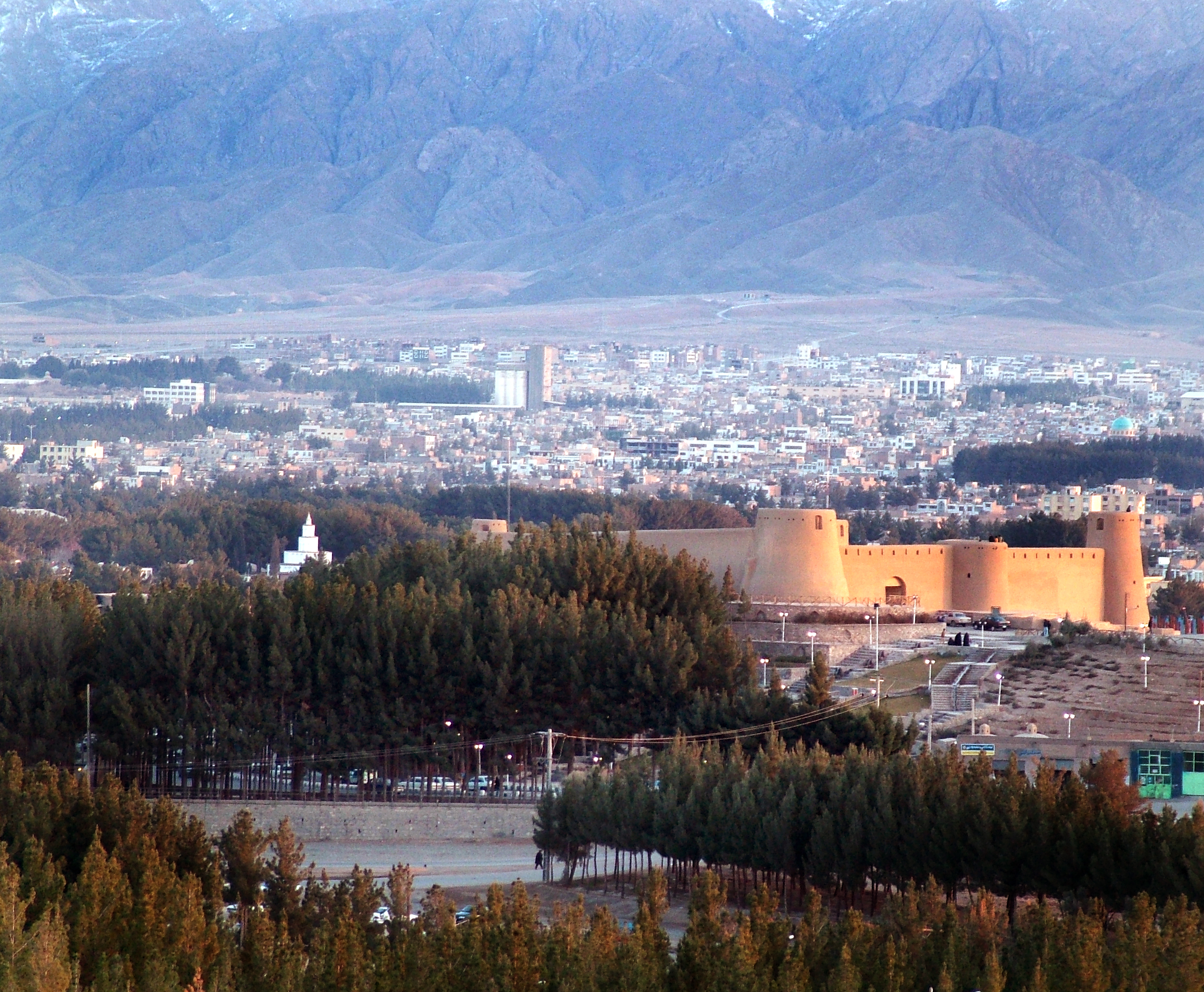
نمایی از شهر بیرجند که رشته کوه‌های باغران، درختان همیشه سبز کاج، ارگ کلاه فرنگی و قلعه بیرجندنمایان است

- مدرسه شوکتیه (دومین مدرسه آموزش به سبک نوین در ایران پس از دارالفنون تهران)
- مدرسه معصومیه
- مصلی بیرجند
- یخدان رحیم آباد
- باغ رحیم آباد
- خانه پردلی

### طبیعی
- باغ و عمارت ملک نوفرست
- بند دره
- بند النگ
- بند عمر شاه
- آبشار چهارده
- هتل بزرگ کوهستان
- بند ژرف (چهکند)

### موزه‌ها
در سطح بیرجند موزه باستان‌شناسی، مردم‌شناسی و حیات وحش در مجموعه عمارت و باغ اکبریه، موزه مشاهیر در خانه پردلی، موزه میراث پهلوانی در زورخانه امیر عرب و موزه وقف در مدرسه شوکتیه وجود دارد.

## آب و هوا
آب و هوای بیرجند، نیمه‌بیابانی بوده و دارای زمستان‌های سرد و تابستان‌های خشک و گرم است. میزان بارش در این شهر با توجه به آب و هوای آن، کم بوده و بیشترین میزان آن، از آذر تا اردیبهشت رخ می‌دهد که در فصل زمستان اغلب به‌صورت بارش برف است.
ایستگاه هواشناسی بیرجند در سال ۱۳۳۴ خورشیدی (۱۹۵۵ میلادی) راه‌اندازی گردید. بر اساس اطلاعات این ایستگاه، میانگین سالیانه بیشترین و کمترین درجه حرارت این شهر برابر با ۲۴ و ۸ درجه سانتیگراد است. کمترین دمای ثبت شده در این شهر در ۱۶ ژانویه ۱۹۹۳ و برابر با ۲۱٫۵- درجه سانتیگراد و بیشترین آن در تاریخ ۱۱ ژوئیه ۱۹۶۷ و برابر با ۴۴ درجه سانتیگراد بوده است. شهر بیرجند، به‌طور میانگین در ۷۶ روز از سال دارای دمای زیر صفر درجه و در ۱۴۲ روز از سال دارای دمای بالای ۳۰ درجه سانتیگراد است.
مجموع بارش سالیانه در شهر بیرجند به‌طور میانگین برابر با ۱۷۱ میلی‌متر در سال است. بیشترین میزان بارش در یک روز، در دوم ماه مه۱۹۵۷ رخ داد و ۵۲ میلی‌متر باران در این شهر بارید. همچنین میانگین سالیانه رطوبت نسبی در ابن شهر، ۳۶٪ است و به‌طور میانگین ۳۰ روز از سال، آسمان این شهر کاملاً ابری است. هوای بیرجند به‌طور میانگین در ۱۲ روز از سال، با طوفان و گرد و خاک شدید همراه است.

## نگارخانه
برج بانک صادرات بیرجند، دومین سازه بلند شهر پس از برج سیلوی شهر است.

نگارخانه شهر بیرجند
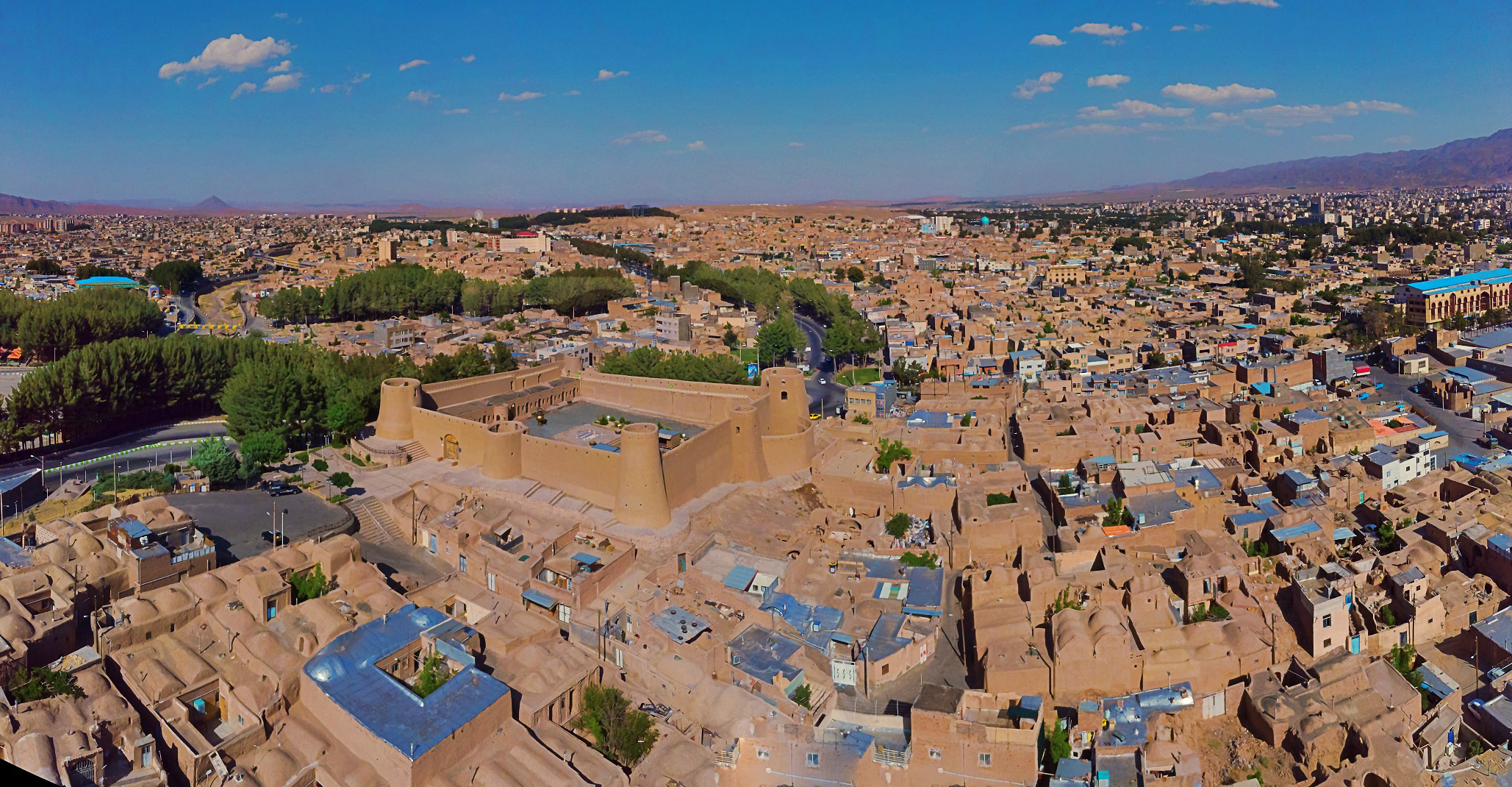
قلعه بیرجند
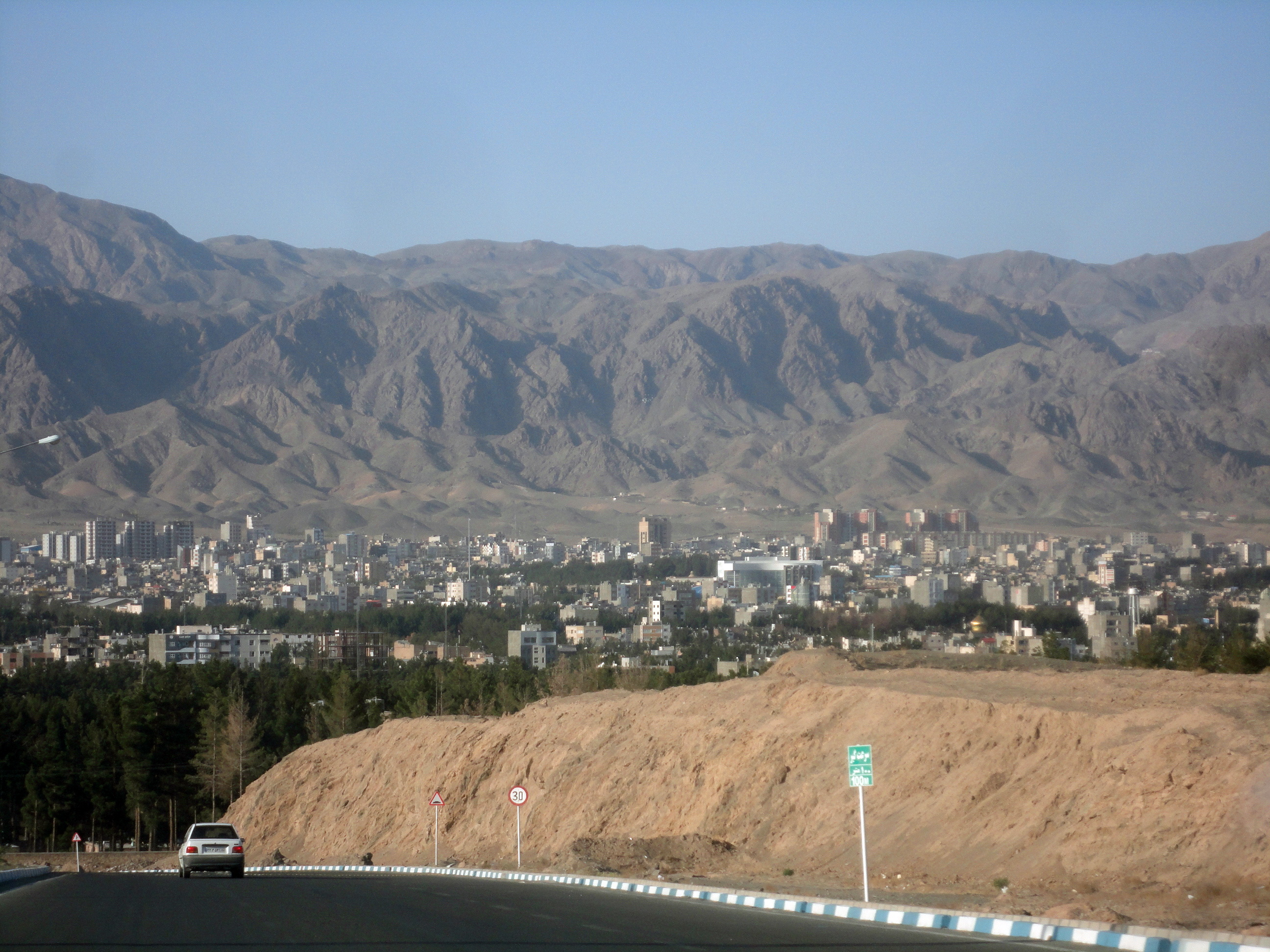
نمایی از شهر بیرجند
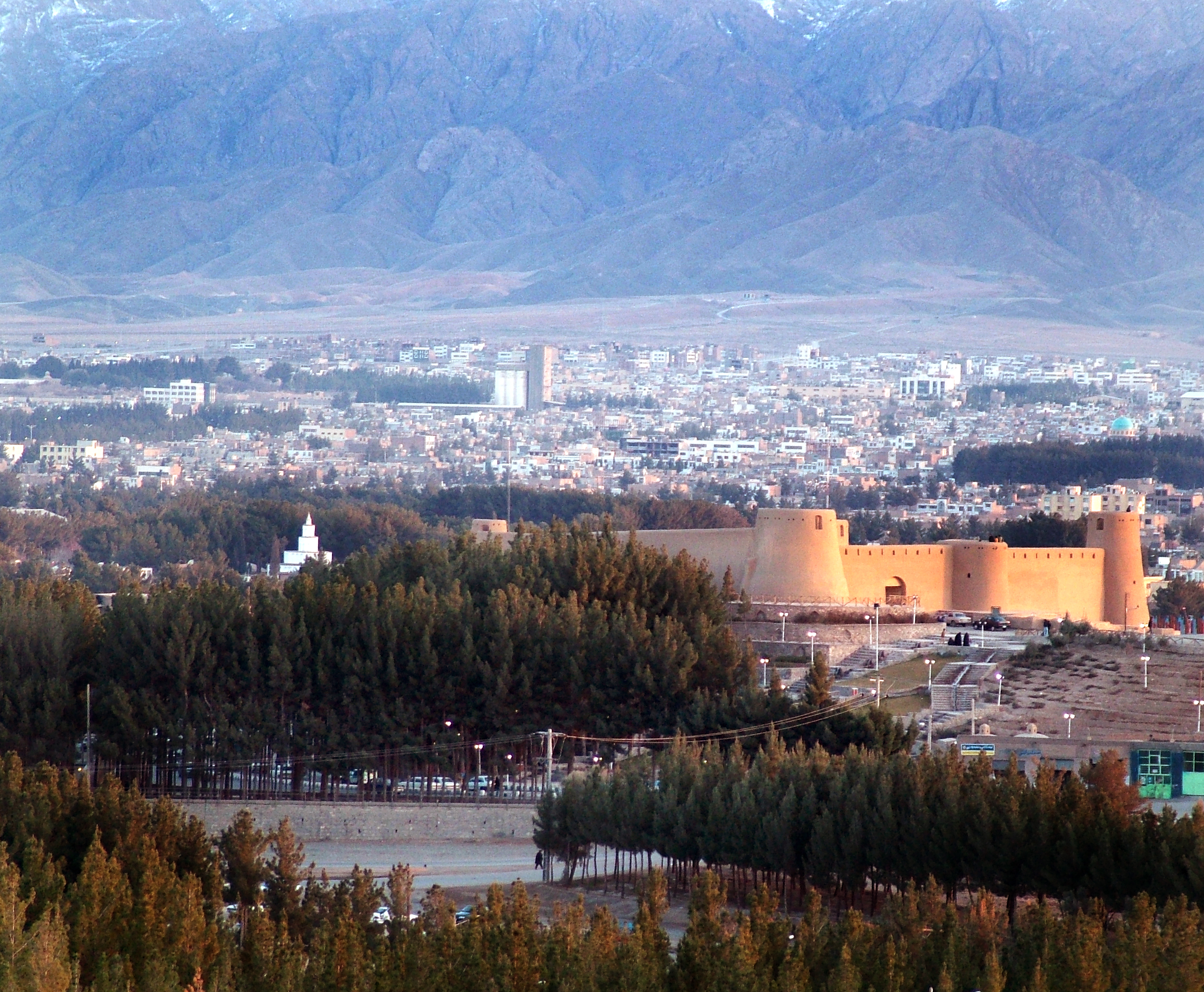
نمایی از شهر بیرجند
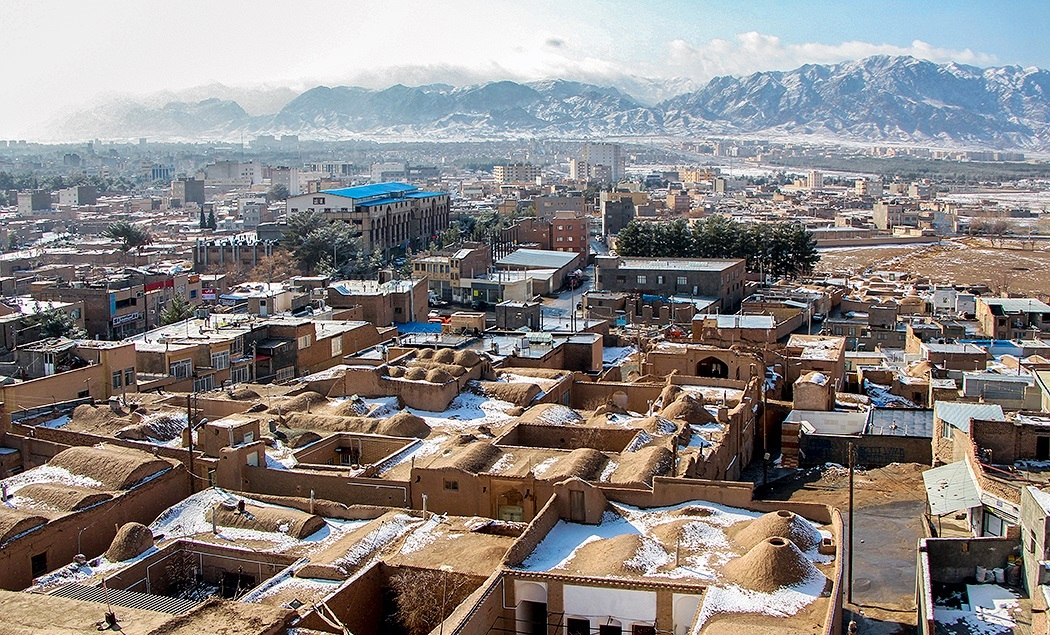
بیرجند
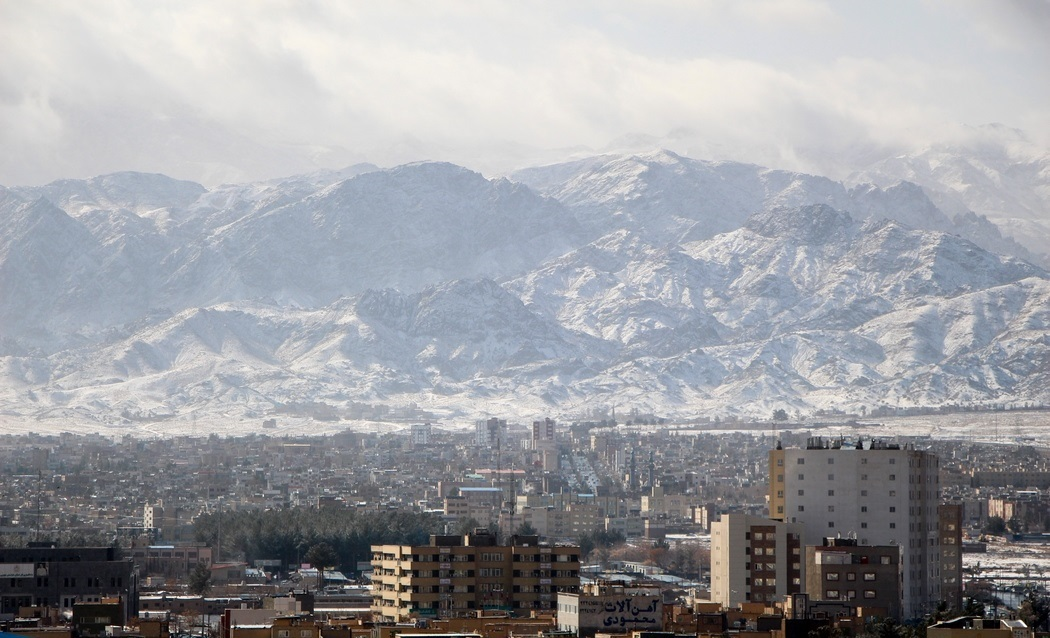
بیرجند

## ترابری

### هوایی

#### فرودگاه بین‌المللی بیرجند
فرودگاه بین‌المللی بیرجند که امروزه با نام رسمی فرودگاه بین‌المللی شهید کاوه شناخته می‌شود، در سال ۱۳۱۲ شمسی و به همت محمدابراهیم علم، به‌عنوان سومین فرودگاه ایران پس از فرودگاه‌های قلعه مرغی و بوشهر مورد بهره‌برداری قرار گرفت. این فرودگاه که در شمال شهر بیرجند واقع است، به مرور زمان گسترش یافته و در اردیبهشت ماه سال ۱۳۸۷، با انجام پرواز بیرجند - مدینه به فرودگاه بین‌المللی بیرجند ارتقا یافت. در تاریخ ۱۳۸۹/۰۵/۱۲ اولین پرواز فرودگاه بیرجند به مقصد شهر دمشق، پایتخت سوریه انجام شد. پس از آن نیز پروازهای ثابت یا شناوری به فرودگاه‌های داخلی به خصوص فرودگاه بین‌المللی مشهد، مهرآباد تهران، فرودگاه بین‌المللی شیراز و فرودگاه بین‌المللی اصفهان انجام گشته است. پروازهای خارجی بین‌المللی در ۹۰ درصد مواقع شامل مقاصد شهری مذهبی و دینی همچون دمشق، مکه، نجف و کربلا بوده است.

#### فرودگاه نظامی خور
این فرودگاه، پس از احداث فرودگاه نظامی شیندند در ولایت هرات افغانستان توسط شوروی، در ۵۰ کیلومتری غرب بیرجند و در خور ساخته شد. این فرودگاه که در پایگاه دوازدهم شکاری نیروی هوایی ارتش جمهوری اسلامی ایران، واقع است، کاربردی نظامی دارد.

### زمینی

#### پایانه مسافربری بیرجند
این پایانه در سال ۱۳۷۵ در زمینی به مساحت ۲۴ هکتار و در شمال شهر بیرجند ساخته شد.  درحال حاضر ۱۰ شرکت حمل و نقل مسافر و یک مؤسسه مسافربری در مسیرهای تهران، مشهد، زاهدان، کرمان، اصفهان، فردوس، زابل و… مشغول فعالیت هستند.

#### پایانه باربری بیرجند
این پایانه در شهریور سال ۱۳۷۵ در زمینی به مساحت ۲۳ هکتار و در شمال شهر بیرجند ساخته شد. تعداد ۱۳ شرکت باربری در مسیرهای اصفهان، یزد، کرمان، مشهد، تبریز، شیراز و تهران و نیشابور در این پایانه مشغول فعالیت هستند.

#### پایانه مسافربری شرق بیرجند
این پایانه در سومین روز دهه فجر سال ۱۳۹۲ با اعتباری بالغ بر ۲ میلیارد و ۶۰۰ میلیون ریال به بهره‌برداری رسید.

#### آزادراه
فعلاً این شهر از داشتن آزادراه محروم است ولی طرح آزادراه سربیشه-بیرجند-تربت‌حیدریه-باغچه که شهر بیرجند را به مشهد و شبکه آزادراهی کشور وصل می‌کند، در انتظار تصویب توسط هیئت دولت است.

### ریلی
بیرجند تاکنون فاقد راه‌آهن می‌باشد ولی خط راه‌آهن زابل-زاهدان-بیرجند-مشهد که بیرجند را به شبکه ریلی کشور متصل می‌کند و بیرجند پل ارتباطی میان دو شهر مشهد و زاهدان خواهد بود، در دست احداث است.